# Collinsville (Alabama)
Collinsville és una població dels Estats Units a l'estat d'Alabama. Segons el cens del 2000 tenia 1.644 habitants.

## Demografia
Segons el cens del 2000, Collinsville tenia 1.644 habitants, 565 habitatges, i 367 famílies. La densitat de població era de 179,8 habitants/km².
Dels 565 habitatges en un 29,9% hi vivien nens de menys de 18 anys, en un 40,4% hi vivien parelles casades, en un 18,2% dones solteres, i en un 35% no eren unitats familiars. En el 29,4% dels habitatges hi vivien persones soles el 15,2% de les quals corresponia a persones de 65 anys o més que vivien soles. El nombre mitjà de persones vivint en cada habitatge era de 2,62 i el nombre mitjà de persones que vivien en cada família era de 3,2.
Per edats la població es repartia de la següent manera: un 24,1% tenia menys de 18 anys, un 10,3% entre 18 i 24, un 24,4% entre 25 i 44, un 19,2% de 45 a 60 i un 22% 65 anys o més.
L'edat mediana era de 36 anys. Per cada 100 dones hi havia 90,9 homes. Per cada 100 dones de 18 o més anys hi havia 85,4 homes.
La renda mediana per habitatge era de 21.964 $ i la renda mediana per família de 27.500 $. Els homes tenien una renda mediana de 20.114 $ mentre que les dones 16.635 $. La renda per capita de la població era de 13.042 $. Aproximadament el 22,2% de les famílies i el 25,7% de la població estaven per davall del llindar de pobresa.

## Poblacions properes
El següent diagrama mostra les poblacions més properes.